# 봉산미술제
봉산미술제는 대구광역시 중구에서 개최되는 축전이다.

## 개요
대구가 문화 도시이면서도 미술역량을 모은 미술제가 없다는 것이 안타까워 화랑들이 모여 1993년부터 대구광역시와 중구청의 협조로 봉산미술제를 매년 실시해오고 있다. 매년 10월 중순에 개최되는 봉산미술제는 대구는 물론 한강 이남에서 제일 먼저 미술제가 개최되었고 지방의 유일한 미술제이기도 하다. 봉산미술제는 봉산문화거리 내에 있는 16개 회원화랑에서 일제히 동시에 열리며 작가 30여명의 작품 동양화, 서양화, 조각, 판화, 공예, 서예, 설치미술 등 다양한 장르의 미술품(500여점)을 감상 할 수 있다. 개막일 식전, 식후 행사로 열리는 퍼포먼스, 공연 등 다양한 볼거리도 제공된다.